# Fabriciana thalestria
Fabriciana thalestria är en fjärilsart som beskrevs av Jachontov 1909. Fabriciana thalestria ingår i släktet Fabriciana och familjen praktfjärilar. Inga underarter finns listade i Catalogue of Life.